# Heteroestrutura quântica

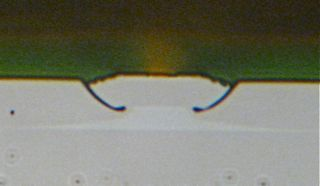
Imagem da faceta de laser em cascata quântica com guia de ondas de heteroestrutura enterrada

A heteroestrutura quântica é uma heteroestrutura em um substrato (geralmente um material semicondutor), com tamanho restringindo os movimentos dos portadores de carga e forçando-os a um confinamento quântico, levando à formação de um conjunto de níveis de energia discretos nos quais os portadores podem existir. As heteroestruturas quânticas têm densidade de estados mais nítida do que estruturas de tamanhos mais convencionais.

As heteroestruturas quânticas são importantes para a fabricação de diodos emissores de luz de comprimento de onda curto e lasers de diodo, e para outras aplicações optoeletrônicas, por exemplo, células fotovoltaicas de alta eficiência.

## Exemplos
Exemplos de heteroestruturas quânticas que confinam os portadores em dimensões quase-dois, -um e -zero são:
- Poços quânticos
- Fios quânticos
- Pontos quânticos